# Sự thánh thiêng

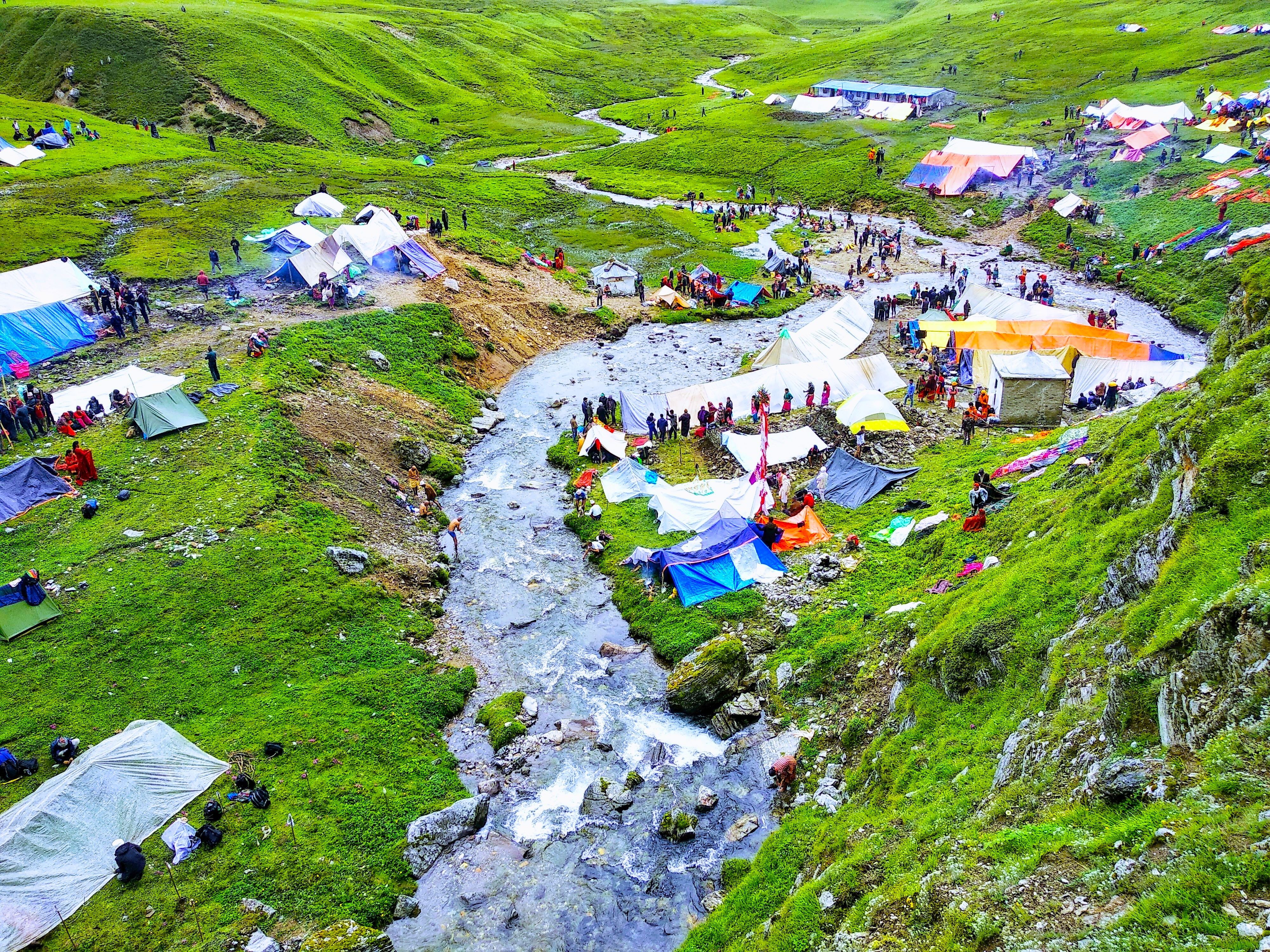
Một dòng suối thiêng ở Nepal

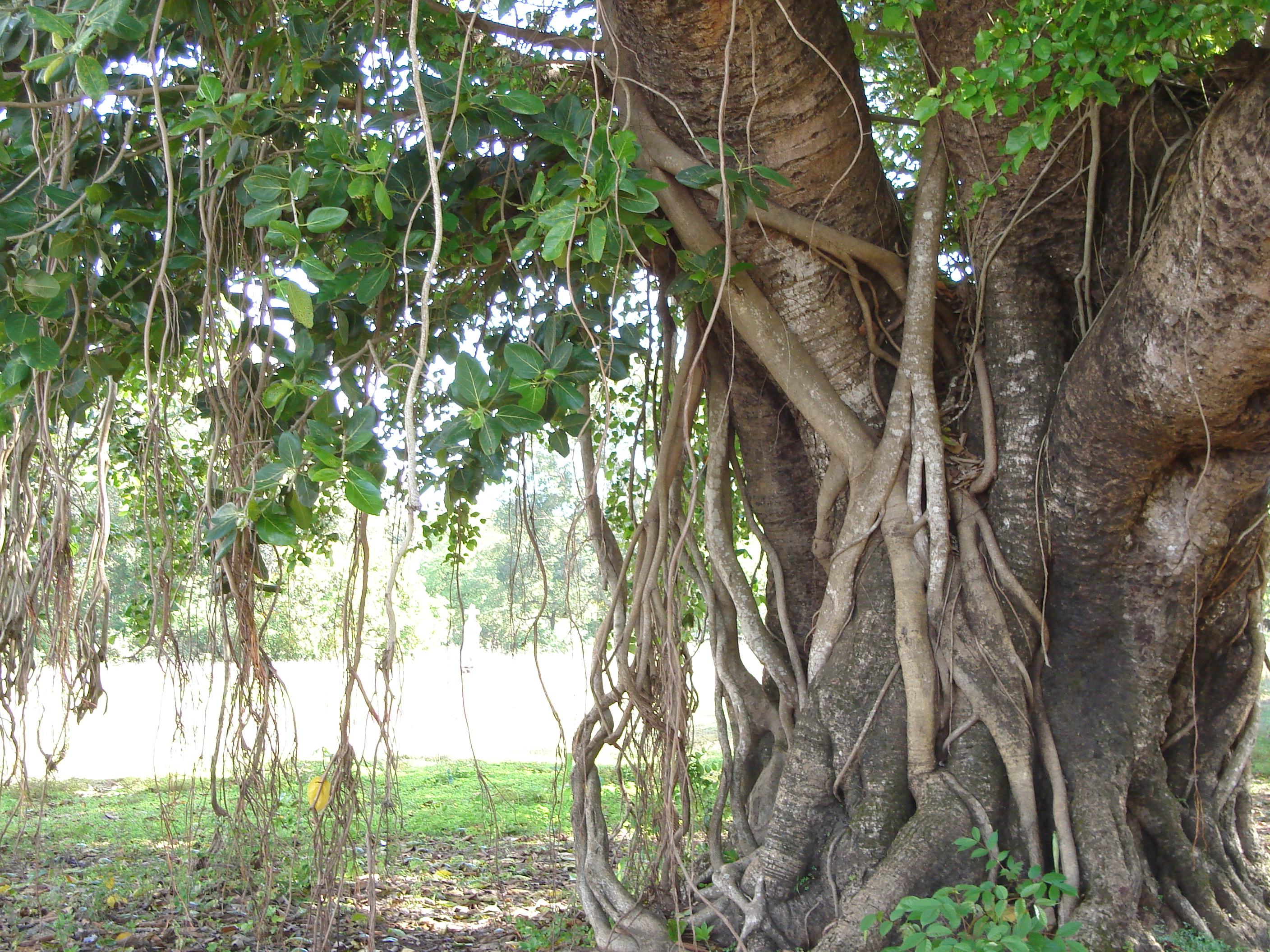
Một cái cây thiêng ở Goa thuộc Ấn Độ

Sự thánh thiêng (Sacredness) hay còn gọi là sự thiêng liêng mô tả một cái gì đó được dành riêng hoặc chỉ dành cho việc phục vụ hoặc thờ cúng một vị thần được coi là xứng đáng với sự tôn trọng, lòng sùng kính và sự tôn kính của các tín đồ. Thuộc tính thường được gán cho các đồ vật ("thánh vật" tức là tôn kính và phúc lành), các tài liệu, kinh sách, văn phẩm tôn giáo gọi là Thánh thư hoặc các địa điểm linh thiêng). Nhà xã hội học người Pháp Émile Durkheim coi sự phân đôi giữa thiêng liêng và tục tĩu là đặc điểm trung tâm của tôn giáo: "tôn giáo là một hệ thống thống nhất về niềm tin và thực hành liên quan đến những điều thiêng liêng, nghĩa là những điều bị tách biệt và bị cấm đoán".:47
Trong lý thuyết của Durkheim, sự thánh thiêng đại diện cho lợi ích nhóm, đặc biệt là sự đoàn kết, được thể hiện trong các biểu tượng thiêng liêng của nhóm hoặc sử dụng tinh thần đồng đội để giúp thoát khỏi rắc rối. Mặt khác, những điều tục tĩu lại liên quan đến những mối quan tâm trần tục của cá nhân. Trong tiếng Anh thì từ Thánh thiêng bắt nguồn từ Latin Sacer, đề cập đến đối tượng được Thánh hiến, dành riêng hoặc thanh lọc cho các vị thần hoặc bất cứ thứ gì thuộc quyền lực của các vị thần. Sacer có nghĩa là "linh thiêng, nghi lễ, nghi thức". Mặc dù các thuật ngữ thánh thiêng và thánh thần (Holy) có ý nghĩa tương tự nhau và đôi khi chúng được sử dụng thay thế cho nhau, nhưng chúng có những khác biệt tinh tế. Sự thánh thiện thường được sử dụng liên quan đến con người và các mối quan hệ, trong khi sự thánh thiêng được sử dụng liên quan đến đồ vật, địa điểm hoặc sự việc.